# 塔德·林肯
托马斯·林肯，小名塔德（英語：Thomas "Tad" Lincoln，1853年4月4日—1871年7月15日），第16任美国总统亚伯拉罕·林肯与夫人玛丽·托德的幼子，18歲時因染上结核病导致心脏病突发死亡。

## 早年生活
托马斯·林肯1853年生于伊利诺伊州，与祖父和一位叔叔同名。但有时他的名字也被错拼为“赛迪斯”（Thaddeus）。由于出生时头大身小，活动起来像只蝌蚪，因此他的父亲亚伯拉罕给他取了小名叫“塔德”。有三个哥哥：罗伯特、爱德华和威廉。由于先天唇裂，言语存在缺陷。他和威廉一样淘气顽皮。

## 在白宫的日子

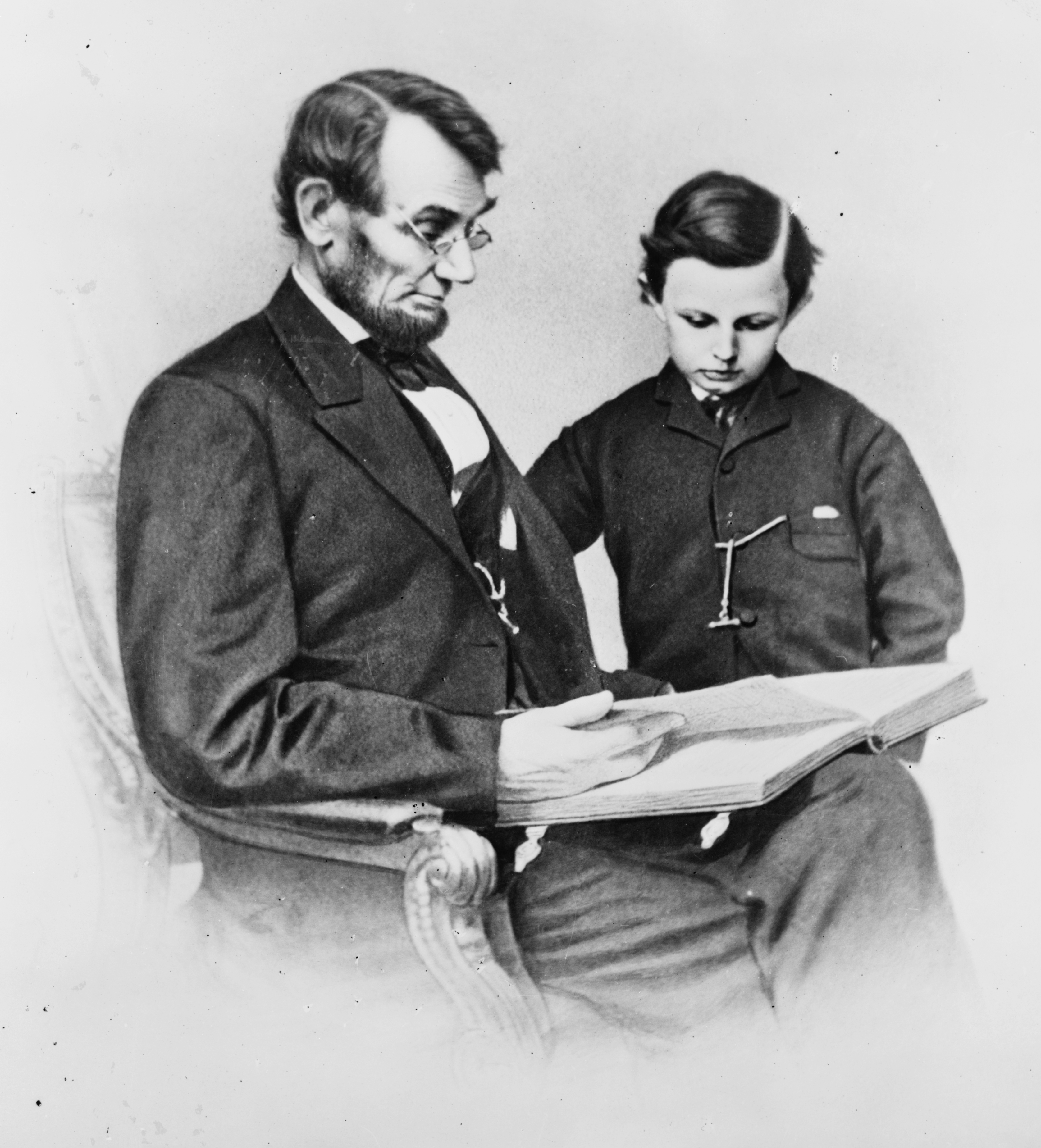
塔德与他的总统父亲亚伯拉罕·林肯翻看相册。

亚伯拉罕·林肯当选总统后，塔德随家人移至白宫居住。白宫成了他的新游乐场所。1862年2月塔德和威廉不幸同时感染伤寒，威廉于21日夭折，塔德却幸存下来。由于天性冲动，塔德也一直没有去上学。1865年4月14日父亲遭暗杀时他正在格洛夫剧院看戏，对父亲的死他一直难以接受。

## 之后的生活
父亲遭暗杀后，塔德随母亲和哥哥罗伯特迁居芝加哥。罗伯特短暂搬出去一阵，塔德也上了学。1868年兄弟俩与母亲离开芝加哥，先后到德国与英国共住了近三年时光。1871年他不幸感染结核并于7月15日早晨死亡。遗体葬在斯普林费尔德，其父和两位兄长爱德华与威廉亦葬于此。
塔德死后，罗伯特成了四兄弟中的唯一幸存者。